# Shepherd's pie

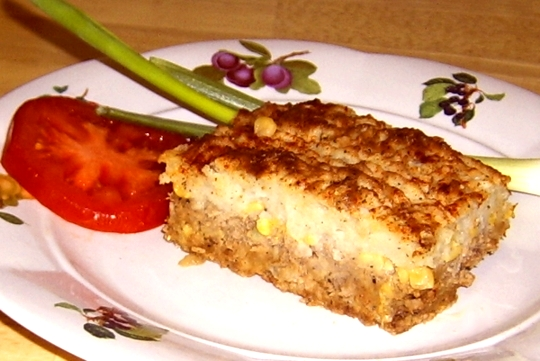
Cottage pie met rundergehakt

Shepherd's pie, ook bekend als cottage pie, is een ovenschotel van gehakt afgedekt met aardappelpuree. Er zijn verschillende recepten, maar de basis is gehakt (lamsgehakt  bij een Shepherd's pie, rundergehakt bij een cottage pie).
De naam cottage pie verwijst naar de status als gerecht voor de armen (voor cottagebewoners) en het gerecht werd oorspronkelijk van vleesresten gemaakt. Het behoort nu tot de standaardgerechten die in Engelse en Ierse pubs worden geserveerd.